# Bruna huset

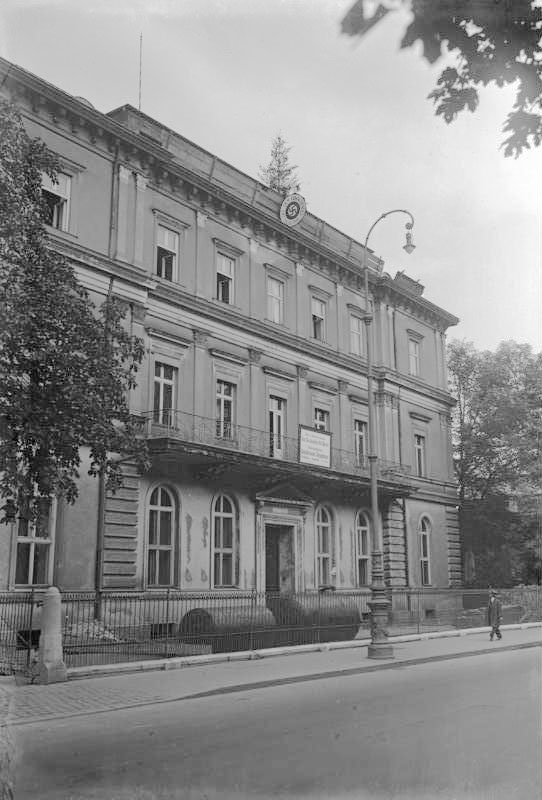
Bruna huset i augusti 1935.

Bruna huset i München var Nationalsocialistiska tyska arbetarepartiets rikshögkvarter från år 1931. Byggnaden, som var belägen på Brienner Straße 45, förstördes vid en allierad bombräd i slutet av andra världskriget. Huset fick sitt namn efter partiuniformernas färg.